# Джут
Джут (Corchorus) — рід кущів, напівкущів і трав родини липові, містить близько 100 видів, поширених в тропіках Азії, Африки, Америки, Австралії.

## Використання

### Технічне
Деякі види, перш за все довгоплідний джут (Corchorus olitorius) і короткоплідний або білий джут (Corchorus capsularis), вирощуються людиною як прядильна культура. Джутове волокно використовують для технічних, пакувальних, меблевих тканин, килимів. У сухих стеблах міститься 20—25 % волокна). Найбільша посівна площа — в Індії і Бангладеш.
Джут посідає друге місце після бавовни за обсягом виробництва та сферами застосування. Обсяги виробництва регулюються Міжнародною радою.

### Їжа

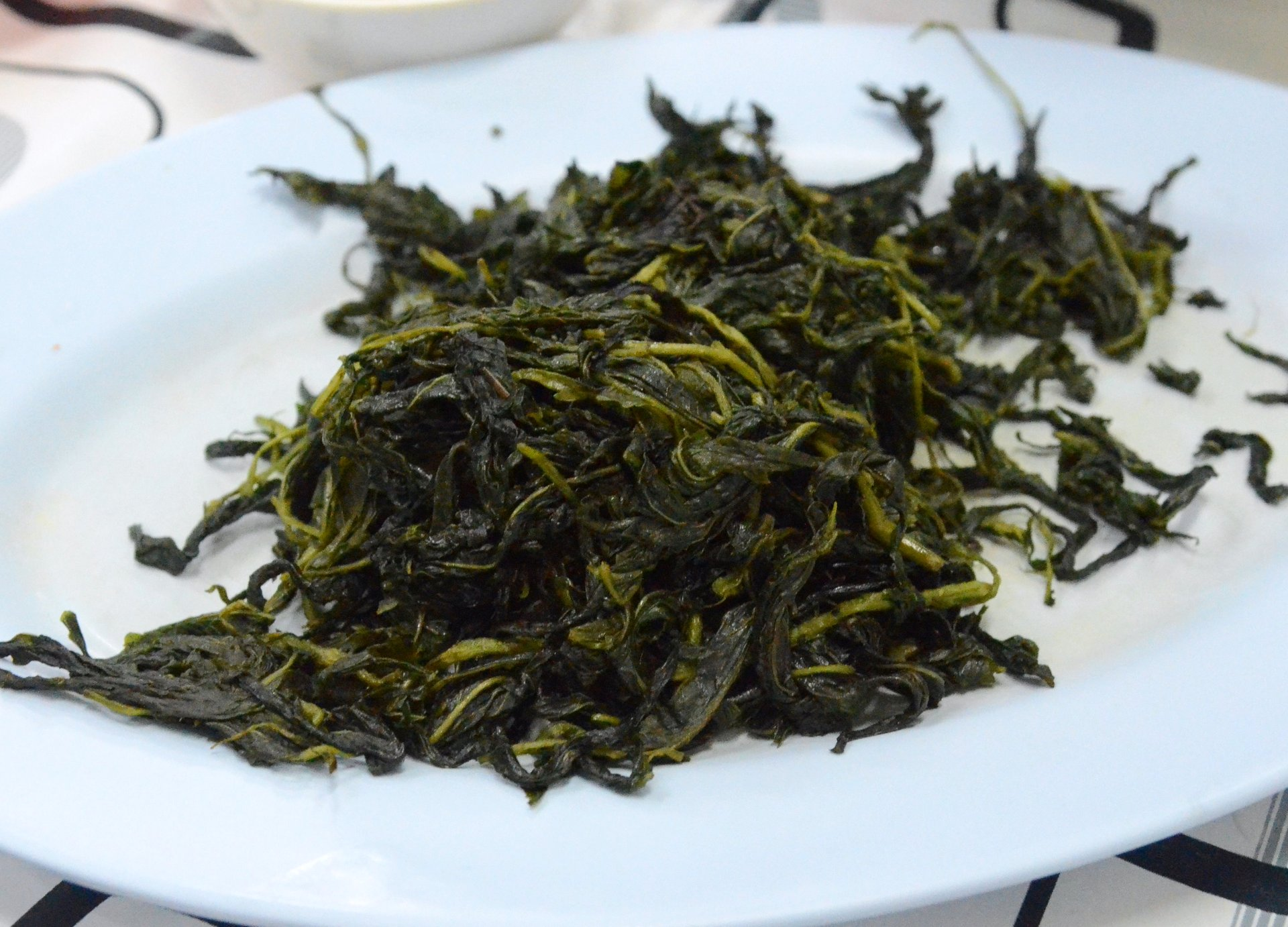
Бланшоване листя

Листя джута вживають у кухнях різних країн. Corchorus olitorius використовують переважно в кухнях Південної Азії, Близького Сходу, Північної Африки та Західної Африки, Corchorus capsularis у Японії та Китаї. Він має сдещо «слизьку» текстуру, подібну до бамії, при варінні. Насіння використовують як ароматизатор, а з сухого листя готують трав’яний чай. Листя Corchorus багаті бетакаротином, залізом, кальцієм та вітаміном С. Рослина має антиоксидантну активність із значним вмістом вітаміну Е, еквівалентного α-токоферолу. 
У Північній Африці та на Близькому Сході молоде листя видів Corchorus, відоме арабською мовою як мулухія, використовують як зелені листові овочі. Мулухію широко вживають у Єгипті, і деякі вважають її єгипетською національною стравою. Він представлений у кухнях Лівану, Палестини, Сирії, Йорданії та Тунісу. У Туреччині та на Кіпрі ця рослина знана як молохія або молоча і зазвичай її готують у вигляді курячого рагу. Листя джута було основною єгипетською їжею з часів фараонів, і саме звідси воно набуло визнання та популярності.
У нігерійській кухні його використовують у рагу, відомої як еведу, приправу до інших продуктів на основі крохмалю, таких як амала, або додають з гбегірі місцевий нігерійський суп. У Північній Нігерії він знаний як Айойо. Вони використовують його для приготування соусу під назвою (Miyan Ayoyo), який зазвичай подають з Тувон Масарою або Тувон Алебо. 
У Гані його переважно їдять люди на Півночі і його називають айойо. Його переважно їдять з Туо Заафі (їжа, приготована з кукурудзяного борошна). 
У Сьєрра-Леоне він знаний як крайн-крайн (або крейн-крейн) і готується як рагу. Рагу зазвичай їдять з рисом або туфу (традиційна їжа з маніоки). 
Листя джуту також споживається серед жителів Лухії в Західній Кенії, де він широко знаний як меренда або мурере. Його їдять разом з крохмалистими продуктами, такими як угалі, основним продуктом більшості громад Кенії.
У Північному Судані його називають худра, що означає «зелений» на суданській арабській мові. Народ Сонгхаї в Малі називає його факохой. В Індії він місцево знаний як nalta sag. Це улюблена їжа протягом літніх місяців, особливо в Самбалпурі та західній частині Одіші. Зазвичай його злегка обсмажують і їдять разом з рисом або рисовою кашкою. На Філіппінах C. olitorius знаний як салюйот. Його зазвичай споживають як листовий овоч разом з пагонами бамбука. У тайській кухні листя Corchorus olitorius (місцево знане як bai po; тайська: ใบ ปอ) їдять бланшованим разом із звичайним рисовим конджі. Смак нагадує шпинат і Salicornia.